# Calanthe rosea
Calanthe rosea är en orkidéart som först beskrevs av John Lindley, och fick sitt nu gällande namn av George Bentham. Calanthe rosea ingår i släktet Calanthe och familjen orkidéer. Inga underarter finns listade i Catalogue of Life.

## Bildgalleri

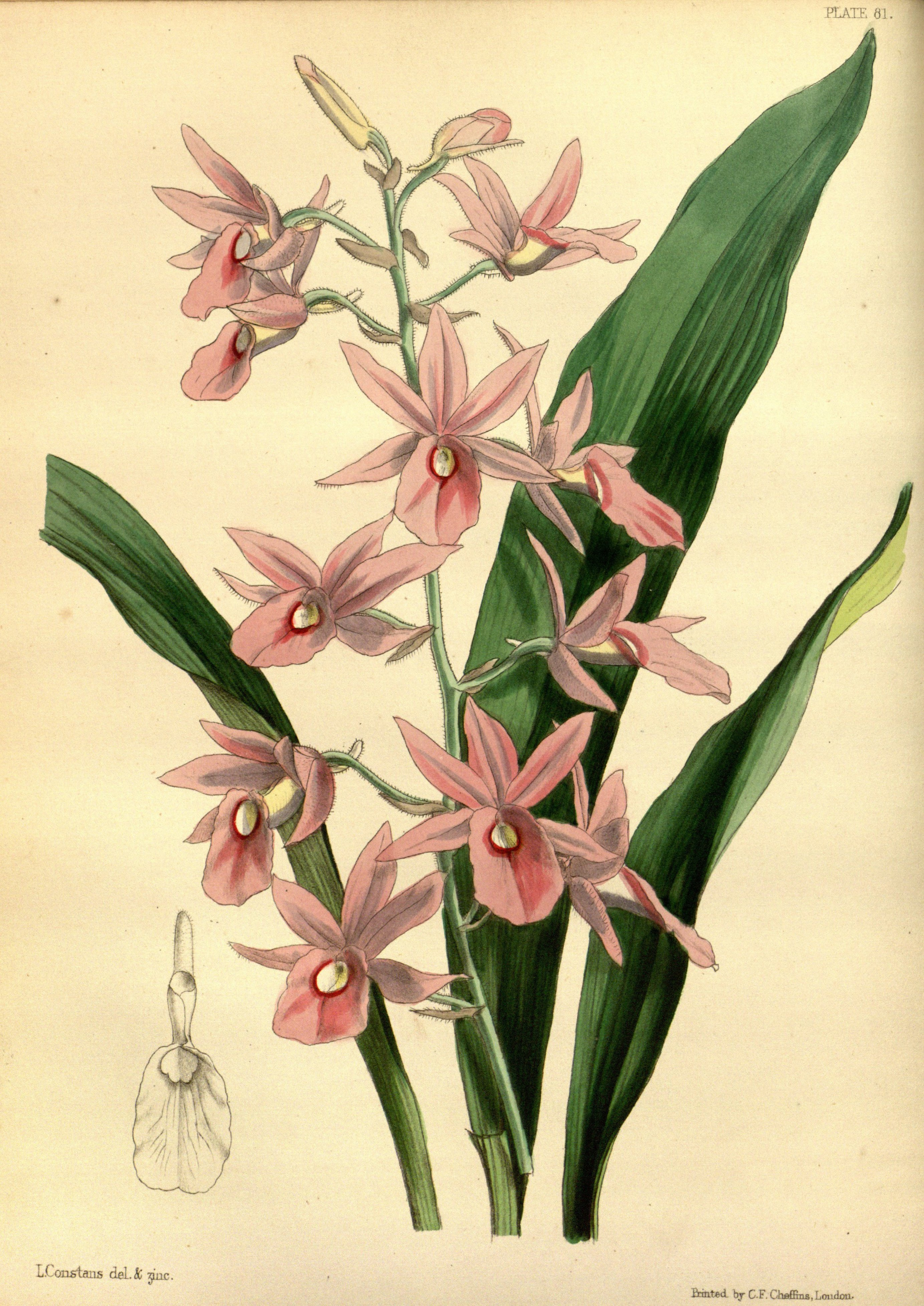